# Sternwarte Karlsruhe
Die Sternwarte Karlsruhe ist eine von einer amateurastronomischen Vereinigung betreute Volkssternwarte, deren Instrumente früher teilweise der Universitätssternwarte und später einer Schulsternwarte dienten. Das Observatorium befindet sich auf dem Dach des Max-Planck-Gymnasiums in Karlsruhe-Rüppurr. Ihre geografische Lage beträgt 8° 24′ 55″ östliche Länge und 48° 58′ 39″ nördliche Breite, 125 m ü. NN.

## Geschichte
Die Idee zur Errichtung einer Sternwarte in Karlsruhe geht bis in das 19. Jahrhundert zurück.
Nach seiner Ernennung zum Direktor der Mannheimer Sternwarte im Jahre 1875 betrieb Wilhelm Valentiner den Umzug der Sternwarte nach Karlsruhe, da der Standort in der Mannheimer Innenstadt immer schlechtere Beobachtungsbedingungen bot. 1880 genehmigte der an der Astronomie interessierte Großherzog Friedrich I. von Baden das Vorhaben und stellte als Provisorium den Erbprinzengarten (heute Nymphengarten) zur Verfügung, wo das Instrumentarium in einer einfachen Hütte untergebracht wurde. Die neu zu errichtende Sternwarte sollte neben den astronomischen Beobachtungen auch die genaue Zeit ermitteln und per Telegraf Zeitsignale an die Eisenbahn und die Schwarzwälder Uhrenindustrie übermitteln. Die mit knapp 400.000 Mark veranschlagte Sternwarte wurde allerdings sehr zum Verdruss von Valentiner, inzwischen Professor an der Technischen Hochschule Karlsruhe, nie gebaut.
In der Folgezeit wurden mehrere Standorte ins Auge gefasst, wobei man sich schließlich für den Königstuhl bei Heidelberg entschied.
1896 wurde die Sternwarte dorthin verlegt. Die astrometrische Abteilung übernahm Wilhelm Valentiner, die astrophysikalische Max Wolf.
1957 bot die Landessternwarte Heidelberg-Königstuhl der Stadt Karlsruhe einen historischen Refraktor mit 6 Zoll (15 cm) Öffnung als Geschenk an. Man beschloss den Bau einer Schulsternwarte, um das Gerät dort aufzustellen. 1959 wurde die Schulsternwarte des Max-Planck-Gymnasiums eingeweiht.
1979 übernahm die Astronomische Vereinigung Karlsruhe, die bis dahin am Kant-Gymnasium in der Karlsruher Innenstadt eine Volkssternwarte betrieben hatte, die Betreuung und führt seitdem öffentliche Himmelsbeobachtungen durch.
1986 wurde das Instrumentarium durch ein Schmidt-Cassegrain-Teleskop ergänzt. 2003 nahm das Land Baden-Württemberg die Sternwarte und den Refraktor in die Liste der Denkmäler auf.
Die Volkssternwarte Karlsruhe bietet regelmäßig öffentliche Himmelsführungen und astronomische Vorträge an.

## Instrumente

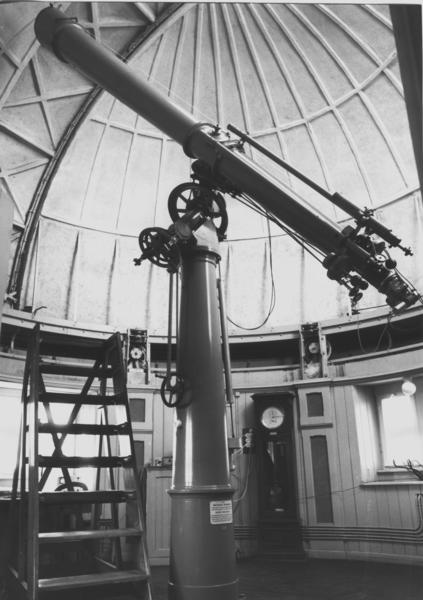
Der Sechs-Zoll-Refraktor von Steinheil, hier noch in der Sternwarte auf dem Königstuhl

Der historische Sechs-Zoll-Refraktor wurde 1859 bei der Firma Steinheil in München in Auftrag gegeben. Die Finanzierung übernahm Großherzog Friedrich I. 1860 wurde das Teleskop in der wiederhergestellten Mannheimer Sternwarte aufgestellt. 1885 erhielt es von der Firma Boecker und Fecker (später Ernst Leitz) in Wetzlar eine neue Montierung. Das Geld hierfür hatte wiederum der Großherzog vorgestreckt, da die Stände die Mittel nicht bewilligt hatten. Nach dem Umzug auf den Königstuhl wurde der Refraktor zum Ausmessen von Sternhaufen sowie für Lehr- und Übungszwecke genutzt. 1924 wurde er stillgelegt und 1957 an die Stadt Karlsruhe verschenkt. 1988 tauschte man das alte Objektiv von Steinheil gegen ein besser korrigiertes 15-cm-Linsensystem (vergüteter Halbapochromat) aus.
Das 1986 erworbene Schmidt-Cassegrain-Teleskop hat eine Öffnung von 28 cm und eine Brennweite von 2,8 m.